# Forces armées iraniennes
Les forces armées iraniennes constituent la force de défense de la république islamique d'Iran, après avoir servi le régime du chah d'Iran. Elle se compose de deux groupes distincts : 
- L'Artesh, armée régulière de l'État, très importante en nombre, est chargée de la défense des frontières, de la défense anti-aérienne et de la protection des lignes de communication maritime en mer d'Oman, golfe d'Aden et mer rouge.
- Les Gardiens de la Révolution, armée idéologique du régime, bien équipée, est chargée de la dissuasion conventionnelle avec les missiles et les tactiques de guérilla maritime dans le golfe persique.

De manière générale, l'armée iranienne n'est pas en mesure de se projeter sur un théâtre d'opération extérieur et son dispositif militaire est essentiellement organisé dans une perspective défensive et de dissuasion conventionnelle. En 2016, le budget militaire iranien (pasdarans compris) s'élève à 15,9 milliards. Un montant proche de celui de certains de ses voisins, comme la Turquie ou le Pakistan, mais très loin de l'Arabie saoudite (plus de 60 milliards après un pic à 90 milliards), et à un niveau inférieur aux Émirats arabes unis et à Israël avec des budgets militaires de 20 milliards de dollars annuels, qui sont petits et peu peuplés comparés à l'Iran. L'Arabie saoudite, Israël, la Turquie et les Émirats arabes unis sont les principaux régimes clients (ou proxies) des États-Unis en Asie de l'Ouest.
Barack Obama indique quant à lui en 2015 que le budget militaire iranien s’élève à seulement un huitième de celui des alliés régionaux des États-Unis, et à un quarantième de celui du Pentagone.

## Historique
L'armée  royale de la Perse compte environ 30 000 hommes lors du putsch militaire déclenché par Reza Chah dans la nuit du 20 au 21 février 1921. Celui-ci réforme cette institution dont l'archaïsme a été démontré lorsque les combats entre l'armée ottomane et Alliés russo-britanniques ont débordé sur son territoire lors de la Première Guerre mondiale.
Des véhicules armés sont achetés à partir de 1924. Les premiers sont 4 automitrailleuses Rolls-Royce M1921 armées d'une mitrailleuse Vickers .303 British. La France vend en 1925 quelques chenillettes Citroën P2 et chars Renault FT mais on ne sait pas s'ils ont été effectivement livrés.
De fait, le premier blindé armé d'un canon entré en service opérationnel en nombre limité inconnu est le véhicule de reconnaissance American LaFrance TK-6 à roues armé d'un canon de 37 mm en 1933. 12 Marmon-Herrington (en) M1934 équipés de la même arme sont livrés en 1935.
La Tchécoslovaquie devient un fournisseur de l'armée perse à partir de 1931 en livrant fusils, mitrailleuses et artillerie.
En 1934, la Perse change de nom et devient l'Iran.
50 chars léger tchécoslovaques ČKD TNH armés de canons et 50 chenillettes CKD AH-IV (en) équipé de mitrailleuses ZB-26 et les deux prototypes sont livrés entre août 1936 et mai 1937. Ils sont intégrés à parts égales aux première et seconde divisions d'infanterie.
Les effectifs sont de 125 000 hommes en 1941 réparti en neuf divisions d'infanterie et cinq brigades. Elles sont balayées lors de l'invasion anglo-soviétique de l'Iran lancée le 25 août 1941.
L'armée sera réorganisée à partir de 1944 au standard américain jusqu'à la révolution islamique de 1979.
Mohammad Reza Pahlavi poursuivit la modernisation des forces armées immédiatement après l’abdication de son père en 1941. Dans les dernières années de son règne, profitant de l’aide américaine et de l’augmentation des revenus pétroliers, il fit de cette armée, tenue volontairement éloignée de la vie politique et dirigée de manière personnelle, la force la plus nombreuse et la mieux équipée du golfe Persique. Il souhaitait ainsi lui faire jouer un rôle de gendarme de la région et affirmer sa suprématie sur ses voisins. La forte intervention iranienne dans la guerre du Dhofar permit la victoire du gouvernement de ce pays.
Elle participe activement à la répression des manifestations lors de la révolution islamique. Le nouveau régime, remplaçant le régime du Chah fera subir d'importantes purges au sein du corps d'officiers de l'armée.
Affaiblie, elle se montrera quand même efficace face aux troupes irakiennes lors de la guerre Iran-Irak et sera rapidement mise à l'écart à partir de 1983 et remplacée par la milice des Bassidj, milice islamiste populaire.
Depuis la rupture avec les États-Unis, la Russie, la Chine et la Corée du Nord sont devenus les principaux fournisseurs de l’Iran.

## Organisation de la défense iranienne

### Le Conseil suprême de la Défense (CSD)
Selon l’article 110 de la Constitution de la république islamique d’Iran de 1979, le CSD ou « Faqih » est directement placé sous l’autorité du guide suprême de la révolution. Il a la possibilité de proposer toute déclaration de guerre, de mobiliser les forces armées, de désigner les chefs des différentes armées et des Pasdarans. Les plans stratégiques et la politique de défense sont de son ressort. Il a également un rôle de contrôle de la défense à tous les niveaux et peut imposer à tout moment un droit de veto.
Le guide de la Révolution délègue la direction du CSD au président de la république islamique d'Iran mais se réserve le rôle de décideur final. Les autres membres siégeant au CSD sont le Premier ministre, le ministre de la Défense, le chef d’état-major général et le commandant en chef des Pasdarans.

### Le Conseil suprême de la sécurité nationale (CSSN)
Selon l’article 177 de la Constitution, le CSSN est chargé :
- de déterminer la politique de sécurité et de défense du pays ;
- de coordonner les activités politiques, sociales, culturelles, économiques et le renseignement en vue de respecter la politique de sécurité et de défense du pays ;
- de gérer les ressources du pays afin de faire face aux menaces intérieures et extérieures.

## Branches militaires
Les forces armées de l'Iran sont séparées entre d'une part l'armée régulière de la république islamique d'Iran et d'autre part les Gardiens de la révolution islamique. D'autres groupes paramilitaires peuvent aussi être mobilisés.
Dans le détail, l'armée iranienne est composée de quatre branches : l'armée de terre (Artesh), les forces aériennes (Niru-Havayi), la marine (Niru-Daryai) et la défense aérienne, force distincte, pour un effectif de 413 000 militaires et 350 000 réservistes.
L’armée de l’air, qui ne dispose que de soixante-cinq appareils de combat, dont certains datent de l’époque du shah, n'est pas en mesure de soutenir un conflit. L'Iran possède en revanche l’un des meilleurs systèmes du monde en matière de défense aérienne du territoire, avec notamment le radar transhorizon russe Rezonans et les systèmes passifs Avtobaza, ainsi que d'un très grand nombre de radars classiques russes et chinois. D'autre part, l’Iran est capable de détecter des avions furtifs et a acquis en 2016 le système de défense antiaérienne russe S-300, lui permettant de défendre ses sites stratégiques dans un rayon de deux cents kilomètres.
L'armée régulière est doublée par la force des Pasdarans, qui dispose de 300 000 hommes dans une vingtaine de grandes formations, dont des unités terrestres, aériennes (notamment parachutistes) et navales (notamment infanterie de marine), ainsi que les forces Qods (Forces spéciales) et la milice des Basidj.
Les forces armées iraniennes ont un effectif total de 755 000 militaires.

## Industrie de l'armement

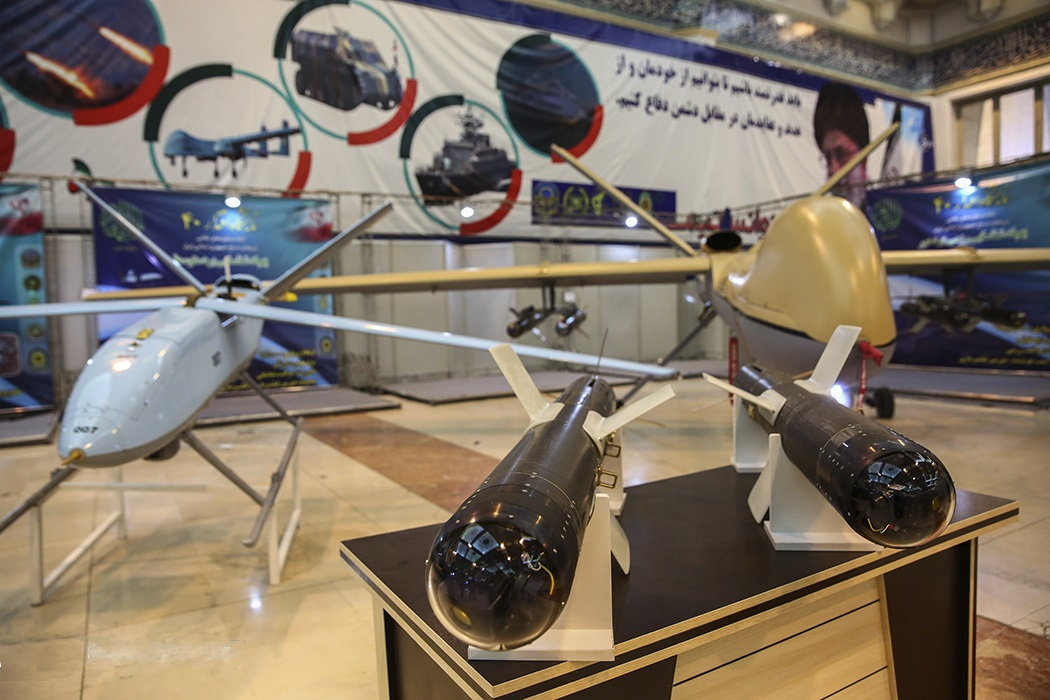
Drones et bombes guidées manufacturées en Iran

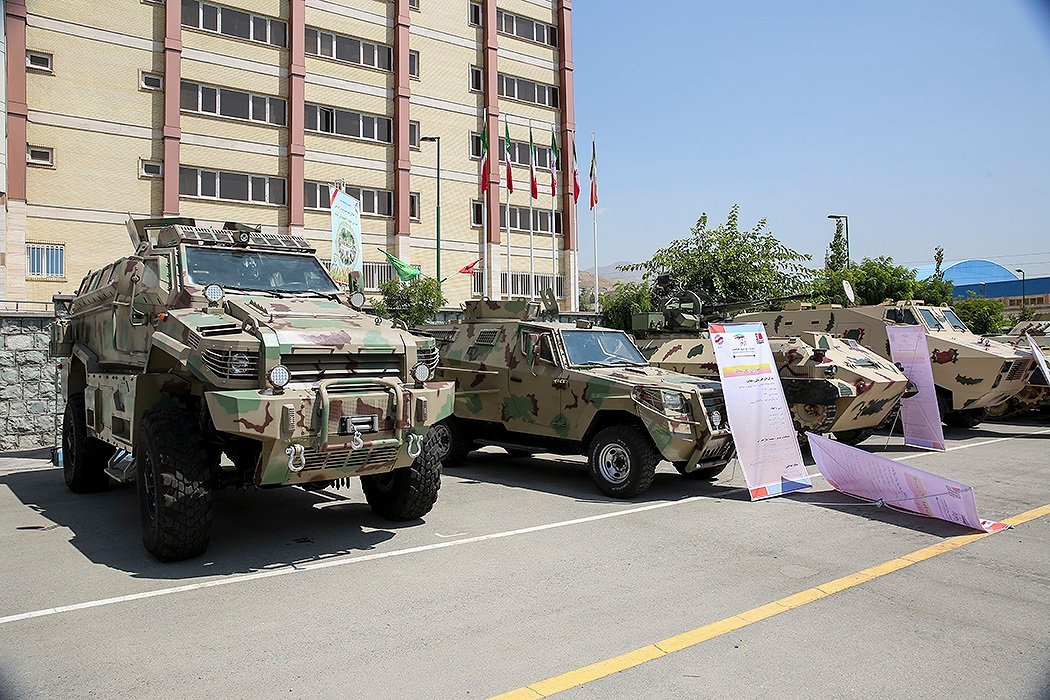
Véhicules blindés et de combat d'infanterie manufacturés en Iran

Les capacités militaires réelles de l'Iran sont pour la plupart tenues secrètes et amplifiées par la guerre de l'information que se livrent son gouvernement et les États occidentaux. Ses possibilités scientifiques et technologiques sont relativement avancées pour un pays émergent et sont démontrées par la construction de missiles longue portée comme le Shahab-3, par la modification d'armements acheté sous licence et dernièrement par des lancements de fusées (dont la technologie est au moins en partie russe et nord-coréenne).
En 2010, l'industrie de l'armement dispose de plus de 400 usines. La Corée du Nord a construit le plus grand complexe à Ispahan pour la fabrication de chars, de munitions et de carburant propergols pour missiles. La Chine a développé à Semnan des usines de conception de missiles devant atteindre une production annuelle de plus de mille unités, Il existe en outre plusieurs arsenaux iraniens fabriquant des armes légères.
Cet État importe du matériel militaire provenant quelquefois du marché noir notamment pour son matériel d'origine occidental ou provenant de pays comme la Russie, la Chine, la Corée du Nord ou les pays sous embargo. L'objectif de plusieurs gouvernements étrangers, surtout celui des États-Unis, est de bloquer les achats extérieurs des Pasdarans, qui ont leurs fonds propres et sont inscrits sur la liste noire américaine du terrorisme.
Les services secrets américains penseraient que l'Iran a obtenu de la Corée du Nord entre 2007 et 2010 trente missiles stratégiques BM25 Musudan qui ont une portée estimée comprise entre 3 000 et 4 000 km. L'Iran fabrique localement des armes, des drones de reconnaissance, d'attaque et kamikazes, des modernisations d'avions de combat basés sur d'anciens modèles américains achetés avant la révolution, des sous-marins de faible tonnage de classe Fateh, des navires de guerre (notamment des navires d'attaque rapide, quelque frégates et des missiles anti-navires) ou encore des chars (souvent des chars russes ou acquis pendant la période du Shah aux Anglais, qui ont subi des modifications, modernisations ou améliorations) tels que le Type-72Z Safir-74, le Mobarez ou encore le Karrar
En 2022, l'Iran est classé au 14e rang mondial des plus grandes puissances militaires par le Global FirePower et la 4e du Moyen-Orient selon Forbes en 2018.
En 2022, l'Iran ne possède pas l'arme nucléaire. Fin 2021, le chef de la CIA, William Burns, indique que l'agence de renseignement ne dispose d'aucune preuve indiquant que l'Iran possède ou aurait tenté de fabriquer une arme nucléaire. Le programme nucléaire Iranien est également suivi et contrôlé par l'Agence internationale de l'énergie atomique.

## Sources